# Mentira la verdad
Mentira la verdad es un programa de televisión argentino centrado en la filosofía y emitido desde el año 2011 por el canal Encuentro. La producción está a cargo de la emisora y Mulata Films. El programa está dirigido por Pablo Destito y conducido por el filósofo argentino Darío Sztajnszrajber.  
Su primera temporada de trece episodios se transmitió en 2011. El contenido del programa versa sobre la filosofía y en cada capítulo se aborda una diferente problemática de esta disciplina.
El eslogan del programa, «filosofía a martillazos» significa, en palabras de Sztanszrajber: "desmontar todos los conceptos que están demasiado instituidos y gobiernan nuestras vidas. No es fácil tomar conceptos y darles otra perspectiva si no es con un golpe que te tenés que pegar en la mente".

## Historia
En 2011 recibió el premio Japan Prize en la categoría juvenil (público de 12 a 17 años); otorgado desde 1965 por la cadena japonesa NHK, busca premiar los programas educativos y fue la primera vez que un medio argentino es galardonado. Mentira la verdad aspiró también a un Premio Emmy Internacional, con una nominación en la categoría documental infantil. Compitió contra las obras Christmas Special: The Dreaming Orchestra's 180 Days de Corea del Sur, Coming Out de los Países Bajos y Newsround - My Autism and Me del Reino Unido, alzándose este último con la victoria.
Un segundo ciclo titulado Mentira la verdad II comenzó a emitirse el 16 de agosto de 2012 y contó también con trece capítulos. La presentación de la segunda temporada se llevó a cabo en el espacio «Educación, fundamento de la Patria de todos» de la feria de tecnología Tecnópolis, el 9 de agosto de ese año. En ella los actores Thelma Fardín, Denise Nenezian y César Eloy, dirigidos por Juan Pablo Galimberti, encabezaron una charla en un auditorio junto con el presentador Sztajnszrajber. En el acto se contemplaron las diferentes acepciones de la amistad según autores clásicos como Aristóteles y Friedrich Nietzsche, y los actores encarnaron distintos personajes para representar este tipo de relación en la vida cotidiana. El ministro de educación Alberto Sileoni y el intendente de General Madariaga, Cristian Popovich participaron del evento.
Ambas temporadas formaron parte del contenido digital descargable del plan gubernamental argentino Conectar Igualdad y la primera posee el sistema Closed Caption de subtítulos. La agencia de noticias Télam incluyó a Mentira la verdad en su lista de los diez programas «emblemáticos» del canal Encuentro.